# Beryl Penrose
Beryl Penrose gift Collier, född i 22 december 1930 i Sydney, New South Wales, Australien, död 23 juni 2021, var en högerhänt australisk tennisspelare.
Beryl Penrose var en av de främsta kvinnliga australiska tennisspelarna under några år i mitten av 1950-talet. Hon vann under de tre säsongerna 1954-56 fyra Grand Slam (GS)-titlar, varav en i singel, samtliga i Australiska mästerskapen. Hon rankades som bäst världsåtta i singel. 
År 1953 spelade hon sin första dubbelfinal i de Australiska mästerskapen tillsammans med landsmaninnan Mary Bevis Hawton. Paret förlorade denna match mot det amerikanska paret Maureen Connolly/Julia Sampson. Däremot vann de titeln i mästerskapen de två följande åren. År 1954 finalbesegrades  Hazel Redick-Smith/Julia Wipplinger (6-3, 8-6) och 1955  försvarade de sin titel genom att i finalen besegra Nell Hopman/Gwen Thiele (7-5, 6-1). Året därpå, 1956, splittrades dubbelparet Penrose/Bevis Hawton. Penrose spelade istället dubbelturneringen i par med Mary Carter Reitano och Bevis Hawton tillsammans med Thelma Coyne Long. Paren möttes i finalen som vanns av Bevis Hawton/Coyne Long (6-2, 5-7, 9-7).
Beryl Penrose var framgångsrik också som singelspelare. Hon vann 1955 singeltiteln i Australiska mästerskapen genom finalseger över Thelma Coyne Long (6-4, 6-3). I semifinalen hade hon dessförinnan besegrat Jennifer Staley.
Sin sista GS-titel vann hon 1956 i mixed dubbel i Australiska mästerskapen tillsammans med landsmannen Neale Fraser. De nådde finalen, där de mötte paret Roy Emerson/Bevis Hawton, som de besegrade med 6-2, 6-4.

## Grand Slam-titlar
- Australiska mästerskapen
  - Singel - 1955
  - Dubbel - 1954, 1955
  - Mixed dubbel - 1956